# جعلتني مجرما (فلم)
جعلتني مجرمًا فيلم مصري بطولة أحمد حلمي، وغادة عادل، وحسن حسني، وريهام عبد الغفور.
اسم الفيلم مستوحى من فيلم أُنتج عام 1954 اسمه جعلوني مجرمًا.

## قصة الفيلم
تدور أحداث الفيلم عن شاب طيب لدرجة السذاجة (أحمد حلمي) يطمح بأن يرمم بيته قبل أن يقع ولكنه لا يملك المال، وفتاة ثرية تهدر أموالها كثيرًا (غادة عادل)، وأبوها البخيل (حسن حسني) الذي يمنعها من أموالها، فتفكر في حيلة تجعل والدها يعطيها مالها وتمثل أمامه أنها خُطِفَت وتطلب المساعدة من صديقتها (ريهام عبد الغفور) والفتى الطيب الساذج الذي سيقع في طريقها وتجعله يطلب فدية من والدها ومقدارها مليون جنيه.

## الممثلون
- أحمد حلمي
- غادة عادل
- حسن حسني
- ريهام عبد الغفور
- إدوارد
- سليمان عيد
- محمود البزاوي
- عبد اللّٰه مشرف
- محمد شرف
- يوسف عيد
- ميسرة
- دنيا مسعود
- محمد ظاظا
- فيفي السباعي
- محمد السعدني

## روابط خارجية
- مقالات تستعمل روابط فنية بلا صلة مع ويكي بيانات